# Valentina Cavallar
Valentina Cavallar (Wenen, 7 maart 2001) is een Oostenrijks roeister en wielrenster. 

## Roeien
In 2021 nam Cavallar namens Oostenrijk deel aan de Olympische Zomerspelen van Tokio op het onderdeel Roeien-lichte dubbel-twee vrouwen, samen met Louisa Altenhuber. Ze werden hierbij vijfde in hun heat, en vierde in de herkansing, waarmee ze zich niet kwalificeerden voor de halve finales. In de C-finale van dit onderdeel op het roeitoernooi werden de dames tweede. Dit zorgde voor een veertiende plaats in het eindklassement.

## Wielrennen
In 2024 werd ze tweede op de Oostenrijks kampioenschap wielrennen op de weg en werd ze tweede in het bergklassement van de Itzulia Women 2024. Ook nam ze deel aan de Tour de France Femmes van dat jaar, waar ze als zevende eindigde in de laatste etappe naar de Alpe d'Huez. In juni 2025 behaalde ze haar eerste profzege: in de Alpes Grésivaudan Classic, een eendagskoers met aankomst bergop, won ze met een voorsprong van bijna anderhalve minuut op de nummer twee.

### Palmares

#### Overwinningen
2025
Alpes Grésivaudan Classic

#### Resultaten in voornaamste wedstrijden
| Jaar | Ronde van Italië | Ronde van Frankrijk | Ronde van Spanje |
| ---- | ---------------- | ------------------- | ---------------- |
| 2024 |                  | 22e                 |                  |
| 2025 |                  | opgave              | 26e              |

| Jaar | Luik-Bast.‑Luik | Waalse Pijl |  | WK op de weg |
| ---- | --------------- | ----------- |  | ------------ |
| 2024 | 82e             | opgave      |  | opgave       |
| 2025 |                 |             |  |              |

## Ploegen
- 2024 –  Arkéa-B&B Hotels Women (vanaf 31 maart)
- 2025 –  Arkéa-B&B Hotels Women